# Florești-Stoenești
Floreşti-Stoeneşti es una comuna ubicada en el distrito de Giurgiu, Rumania.

## Superficie
Cuenta con una superficie de 37,84 kilómetros cuadrados.

## Demografía
Hasta 2021 la población era de 9456 habitantes, con una densidad de población de 249,9 habitantes por kilómetro cuadrado.